# Jonathan Borofsky

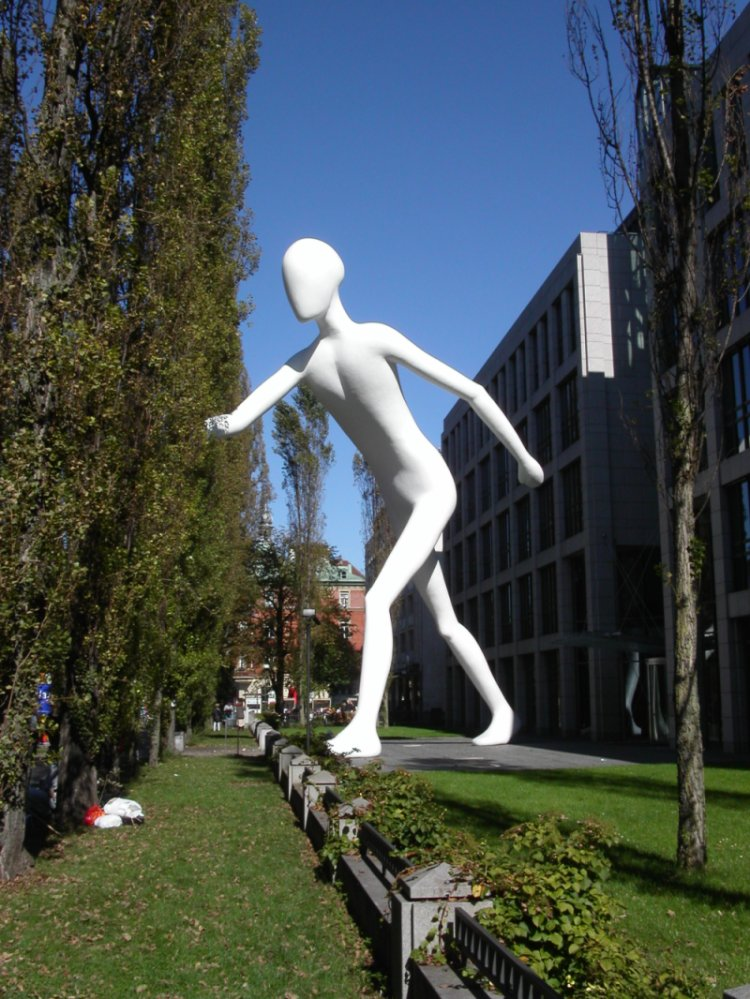
Walking Man in München vor dem Gebäude der Münchener Rück

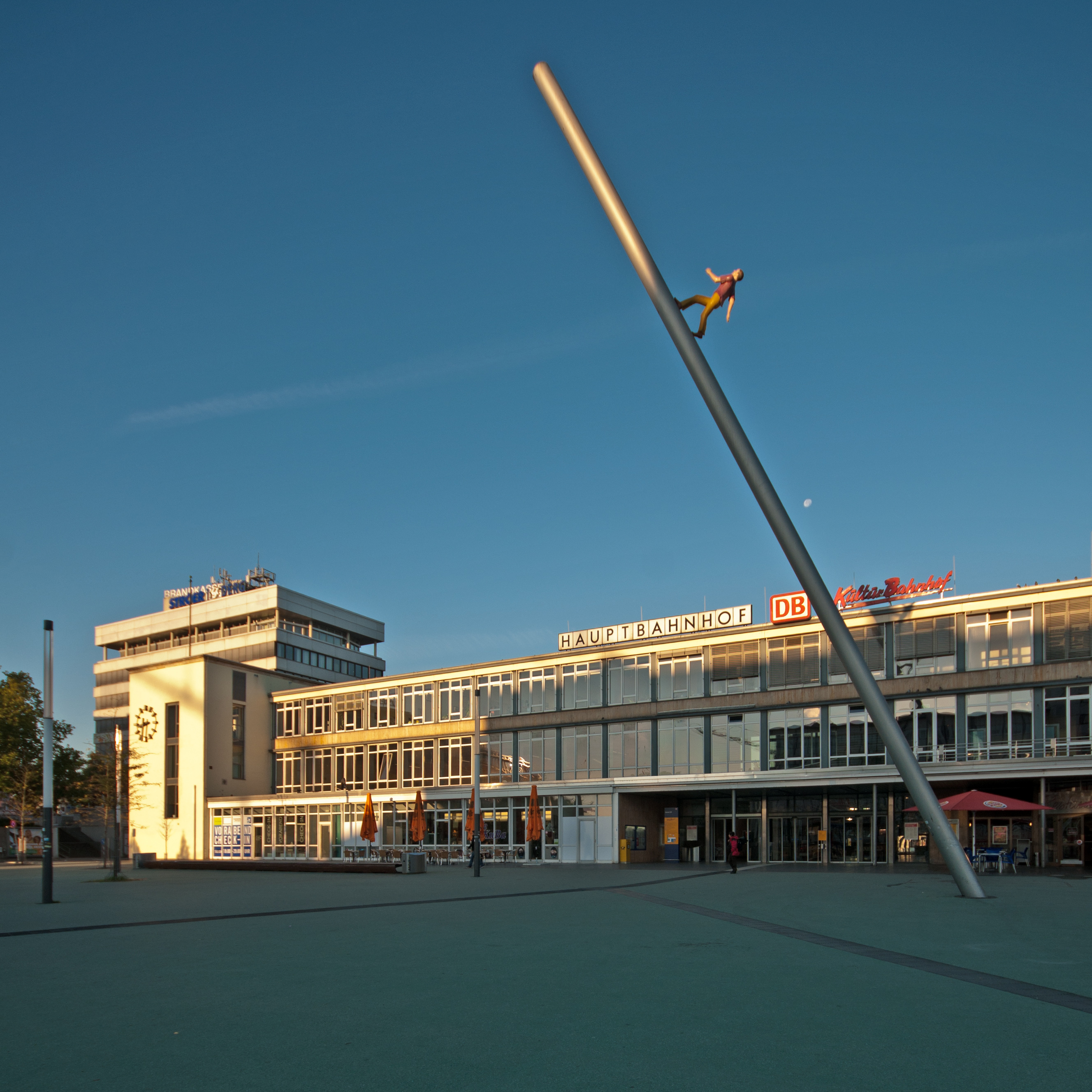
Himmelsstürmer (Man walking to the sky), Jonathan Borofsky 1992, vor dem Kulturbahnhof in Kassel

Jonathan Borofsky (* 2. März 1942 in Boston, Massachusetts) ist ein US-amerikanischer Künstler.

## Leben
Jonathan Borofsky lebt und arbeitet in Ogunquit/Maine, USA.
Nach dem Kunststudium an der Carnegie Mellon University in Pittsburgh setzte Borofsky seine Studien an der Ecole de Fontainebleau und an der Yale University fort. Jonathan Borofsky suchte in den 1960er Jahren den Minimalismus und die farbige Welt der Pop-Art miteinander zu verbinden. Hieran schlossen sich gegen Ende der 1960er Werke der Konzeptkunst an (Zahlenmeditationen). 1971 setzte er dann seine malerische und bildhauerische Praxis fort und schuf zum Teil überdimensionale Plastiken wie den Himmelsstürmer, den Hammering Man oder den Ballerina Clown (im Außenraum des Ludwig Forum für Internationale Kunst in Aachen). Der Ballerina Clown entstand in einer ersten Version 1983. Die Aachener Version stammt von 1991 und war in diesem Jahr Teil der Metropolis-Ausstellung im Gropiusbau Berlin. Eine weitere Version befindet sich in Venice (Los Angeles).

## Biografie und Werk
Die Werke von Jonathan Borofsky sind gekennzeichnet durch einen weit gespannten Bogen von Ausdrucksformen, deren Vielgestaltigkeit sich in kein stilistisches Konzept fügen lässt. Sein künstlerisches Schaffen ist über die Jahrzehnte einerseits stets von Elementen und vorherrschenden Ideen der Kunstwelt beeinflusst worden, andererseits durch die Suche nach künstlerischer Einzigartigkeit bestimmt.
Als Sohn eines Pianisten und einer Malerin geboren, bekam er seit dem 8. Lebensjahr Kunstunterricht. Sein Studium an der Carnegie Mellon University, das er als „nice four–year protection“ bezeichnet, schloss er 1964 als Bachelor of Fine Arts ab. 1964 studierte er vorübergehend an der Ecole de Fontainebleau in Paris.
Den Schwerpunkt seines künstlerischen Schaffens bildeten Skulpturen, er experimentierte mit Gips, später fertigte er an der Yale University Arbeiten aus geschweißtem Stahl (oft mit Gips überzogen) an. Sein Vorbild darin ist Picasso, dessen Plastiken und Skulpturen eine große Stilvielfalt beinhalten und – wie die seinen – in Zeichnungen konstruiert werden. “Borofsky made a number of separate forms – umbrellas, fruit shapes, geometric structures – and organized them into one additive sculpture, which retained the identity of the individual parts, a feature that continues to characterize his work.” (Mark Rosenthal, deutsch: „Borofsky machte eine Anzahl von einzelnen Formen  – Schirme, Fruchtformen, geometrische Strukturen – und ordnete diese in eine zusammengesetzte Skulptur, welche die Eigenheiten der einzelnen Teile behielt; eine Eigenschaft, die weiterhin sein Werk charakterisiert.“) Im selben Stil fertigte er 1965 erste „primitive“ Plastiken aus Fiberglas an.
Seine künstlerische Karriere ist sowohl von seiner akademischen Laufbahn geprägt (1966 Promotion in Yale), als auch durch den bald darauf folgenden Ortswechsel. Er zog nach New York, dem Zentrum der Kunstwelt seiner Zeit. Ende der sechziger Jahre versuchte Borofsky, die schlichte Formensprache des Minimalismus mit der direkten Bildlichkeit der Pop-Art zu verbinden, um neuen Ansätzen von subjektiver Gegenständlichkeit und inhaltlicher Bedeutung Ausdruck verleihen zu können. Unter dem Einfluss der Kunst Roy Lichtensteins produzierte er dekorative Objekte (v. a. Lampen), die meisten sind jedoch später von ihm selbst vernichtet worden.
1967 hörte Borofsky auf, „Kunst-Objekte“ zu machen und begann damit, seine Gedanken und Zahlen-Meditationen aufzuschreiben. In der Überzeugung „that painting and object-making were dead“ arbeitet er seit den 60er Jahren auf dem Gebiet der Concept oder Idea Art und begann 1969 mit der Aufzeichnung von Zahlenreihen auf Papierbögen, was er über mehrere Jahre hinweg fortsetzt. 1970 stellte er seine Thought Books aus, die seine in Zahlen- und Diagrammform dargestellten Reflexionen über Zeit und Raum beinhalten und als eigene Form der Kunstausübung zu begreifen sind. Dazu zählt auch die Konstruktion von Modellen zur Veranschaulichung seiner persönlichen Konzepte („To understand the world, man thinks in systems“).
1975 hatte er seine erste Einzelausstellung in der Paula Cooper Gallery, darunter Papierstapel aus Bögen, die mit Zahlenreihen von 1 bis 2.346.502 beschrieben sind. Der meterhohe Turm ist die Fortführung seines Counting-Projektes, das schon 1973 im Artists Space auf Einladung Sol LeWitts präsentiert wurde und wiederholt als Objekt in Ausstellungen einbezogen wird. Seit 1974 beginnt er im Minusbereich zu zählen. Das Counting dokumentiert Zeit und ist selber Ausschnitt der in Time Thought veranschaulichten Universal Line, die als intellektueller Ausdruck der Sehnsucht nach mystischer Allverbundenheit angesehen werden kann.
Das fortlaufende Counting kann als Zeichnung, die sich mit dem Sujet der Zeit beschäftigt, angesehen werden: „As an artist, my goal is to present … illustrations of my thoughts regarding the meaning of time.“ Die ausgestellten Papierstapel von Zahlenreihen und von Zeichnungen dokumentieren die Aktivität des Künstlers in einer bestimmten Zeitspanne, eine Ausstellung seiner Arbeit ist so stets als Retrospektive zu bewerten.
Er nimmt seine malerische und zeichnerische Arbeit um 1971 wieder auf, nachdem der meditative Aspekt des Zählprozesses, das Ziel beim Erreichen der Million zur Erleuchtung zu kommen, nicht eingetreten ist. Die fortlaufenden Zahlen werden zur Signatur seiner (bewusst) infantilistischen Skizzen, Zeichnungen und Plastiken, die er fortlaufend – unter Einbeziehung von Werken aus allen Schaffensphasen – zu umfassenden Standaufnahmen eines Continuous Painting aneinanderreiht. Mit seiner infantilen Malweise, die er bis heute beibehalten hat, knüpft er nach einer Phase des konzeptionellen Arbeitens an die Stillleben an, die er als Achtjähriger produziert hat. Er nimmt sie wieder auf und bezieht sie in retrospektiven Schauen als Age Piece, wobei ein Kunstwerk repräsentativ für jedes Lebensjahr als aktuellen Stand immer wieder ausgestellt wird, in sein Werk ein.
Die Nummerierung aller seiner Werke nach aktuellem Stand im Counting stellt die Vereinigung zweier Seiten seiner Werke dar: Auf der einen Seite linear und konzeptuell, auf der anderen ist es emotional und repräsentativ.
Seit 1973 zeichnet er seine Träume in einem Notizbuch auf, die sowohl verbal erzählt als auch illustriert werden. Sie – und zahlreiche selbstanalytische Texte – sind Grundlage von Zeichnungen und Gemälden in kindlich-naiver Manier. 1974 begann er – wiederum auf Anregung Sol LeWitts – seine Vorlagen direkt auf Wände auszuführen. Die ca. 200 Wandmalereien wurden nach Ende der Ausstellung konsequent weiß übermalt, die kleinen Zeichnungen und Gemälde reihen sich in das Continuous Painting ein.
Im Traummotiv mit der Nummer 2.099.711 (I dreamed I could fly) findet der Wunsch, „die kühle Kunst loszuwerden, Gefühle zu erschließen und uns zu entlarven“, bildhafte Metapher. Der Traum vom Fliegen ist als surrealistisches Element Reaktion gegen Minimalismus und Konzeptkunst, verkörpert für Borofsky darüber hinaus eine Möglichkeit, Raum und Zeit zu durchbrechen und sich der Fesseln der Vernunft zu entledigen. Als Flying Man hat er ihn seit den 80er Jahren in zahlreichen Installationen in unterschiedlichen Environments von der zweidimensionalen Bildoberfläche losgelöst.
Sein Œuvre in den siebziger Jahren ist im Kontext des New Image Painting zu sehen, einer neoexpressionistischen Bewegung in den USA, die vor allem darauf abzielt, die starren Grenzen der Concept Art zu überwinden und den Kunstwerken wieder persönlichen Charakter zu verleihen: „There were these dreams that there was no rhyme or reason why they were happening. They were fascinating to me and very personal. Many of them were giving me clues to my own life. I began to see them as my personal contribution to the art world at that time. We had Pop Art, which seemed a little too tongue-in-cheek for me, and Minimal Art, which I could relate my counting to, but I was looking for something more personal, more honest and open and direct.“
Das „Herzstück“ seiner Arbeit ist die Zeichnung, er produziert jährlich hunderte davon: „Drawing for Borofsky is a demonstration of his thoughts, as he explained, ‚My thought process is an object‘.“ Die Zeichnungen sind Grundlage der Wandmalereien, Bilder und Skulpturen, die zunächst als Erweiterung der Malfläche in seinem Schaffen Bedeutung bekamen. Zum Verkauf eigneten sie sich nicht, sie sind zahlreich (ca. 200), aber kurzlebig, da immer nach der Ausstellung übermalt.
Die vielseitigen und in Ausdruck und Pathos variierenden Rauminstallationen Borofskys haben den Charakter von Gesamtkunstwerken, die sich aus verschiedensten Medien zusammensetzen. Dabei werden bekannte Motive und Topoi in abgewandelter Form – sozusagen als roter Faden – präsentiert. Bei allen ist die Raumwirkung evident: Zunächst vollgestopfte Räume (Paula Cooper Gallery 1975: Akkumulation von Gemälden, Zeichnungen, konzeptionellen Arbeiten und gefundenen Objekten, die keinen Fokus auf ein bestimmtes Objekt erlauben, sondern Eindrücke seines Schaffens geben) werden durch die Auslotung der Ausstellungsräume verfeinert, die genaue Platzierung der Werke im Raum bekommt für ihn immer größere Bedeutung: „Borofskys only major installation in 1977 was at the Art Gallery at the University of California, Irvine. It was the largest space Borofsky had yet worked, and he had approximately two weeks, the longest period yet, to complete his wall drawings. From the photographs and small drawings in his briefcase he selected older images that had been successful as well as new ones that had not yet been used; he arranged the entire room as if it were a four-sided painting. The space was to encompass the viewer, and primary lines of sight were to bring the whole room into play. From this point on, Borofsky would begin his installations by selecting the most interesting architectural feature of the space and using it as the focus of the exhibition.“
1977 verließ Borofsky New York und lebt seither in Ogunquit, Maine. Er stellt seine Zeichnungen und Gemälde seit etwa 15 Jahren in amerikanischen Museen und Galerien aus, erfuhr später vor allem durch seine teilweise monumentalen Plastiken internationale Bedeutung. Nachdem er 11 Jahre in New York verbrachte und dort an der School of Visual Arts gelehrt hat, unterrichtete er ein Jahr am California Institute of the Arts in Valencia. In seiner akademischen Laufbahn und seiner Arbeit als Künstler setzt er sich mit theoretischen Aspekten der Kunst und den Grundlagen seines Schaffens auseinander: „I feel like an idea person, an idea painter … it (the artwork) always has to be the idea with the painting.“ War die infantil-expressive Manier seiner Zeichnungen und Objekte die Reaktion auf Minimal und Concept Art, so ist die Basis seiner Arbeit immer noch intellektuelle und konzeptionelle Leistung.
Thematisches Zentrum von Borofskys Œuvre ist seine eigene Identität als Künstler. In einer kurzen Phase von Gemälden mit auf dem Kopf stehenden Motiven als surrealer Aspekt nach einer Reihe von technischen Experimenten (u. a. Projektion von Zeichnungen auf Wände) führt die Begegnung mit Werken von Georg Baselitz zum Ende des Projekts, das ihn dennoch sehr faszinierte. Seine Kunst ist gegenstandsbezogen, keineswegs aber nüchtern und sachlich. Die persönliche und politische Aussagekraft seiner Werke, die er mit einfachen und generalisierenden Motiven herstellt, sind für Borofsky eine Art persönliche Teilnahme an der Welt: „Borofskys drawings almost always have subjects, for he wants to make a statement, to take a ‚political stand‘. In place of what he calls ‚cool art‘, he seeks connectedness to society. A child of the 60s, he recognizes about that period a ‚shared emotional upsurge‘ in which people were solicitous of one another. To participate in the world, Borofsky hopes to depict subject matter of universal consequence. Toward that end, he has developed a pattern of recurring, generalized themes that are often highlighted by archetypes and archetypal situations.“
Das dominierende Motiv in seinem Werk ist allerdings das des Künstlers selbst, als denkendes und fühlendes Ego in der Welt. Eigentlich ist jedes seiner Kunstwerke ein Selbstporträt, besonders jedoch seinen Träumen, Ängsten und Geschichten aus seinem Leben verleiht er durch die bildliche und figurale Darstellung selbstreflexiven Charakter. Seiner eigenen Aussage nach hofft er, „to understand my own pains and happynesses“, die schiere Anzahl und die große Verbreitung seiner Werke spiegeln jedoch nicht nur die Suche nach der eigenen Identität als Mensch und Künstler wider, sondern vielmehr seine Existenz als exemplarischen Charakter, mit dem sich viele identifizieren können.
Sein Werk spiegelt so alle Konfliktlinien menschlichen Daseins wider. Es geht um Spiritualität und physisches Wohlbefinden, um das irdische Dasein und das Übersinnliche, schließlich auch um Gut und Böse. In die Egozentrik des Künstlers ist Mitgefühl für andere verpackt; die schriftliche Formulierung seiner Träume stellen die Innenperspektive des Künstlers dar, seine Zeichnungen und Gemälde, in denen er vorkommt, sind aus der Sichtweise eines Zuschauers erzählt.
Die politische Aussagekraft erhalten seine Zeichnungen durch die gewählten Sujets. In den späten siebziger Jahren beschäftigen sich seine Zeichnungen nach Pressebildern mit sozial oder politisch benachteiligten Personen und Schichten, besonders auch mit der Bevölkerung in Ländern jenseits des Eisernen Vorhangs.: „Borofsky’s preoccupation with political situations has led him to give great emphasis to a cluster of themes concerned in general with violence, oppression, and anxiety. … Victims of various kinds of oppression are seen frequently in B’s art, including imprisoned figures, birds, Cambodians, seals, and the artist himself covered with numbers that recall Nazi tattoos. Elsewhere, heads split apart or are under duress caused by tremendous weights pressing down on them, and men disintegrate in space. Other weapons, too, swords, clubs and guns are shown as the tools of dangerous villains.“ Mit dem Kalten Krieg setzt er sich immer wieder in Installationen und Wand-/ Mauergemälden auseinander. Anlässlich der internationalen Kunstausstellung Zeitgeist 1982 in West-Berlin nimmt er als einer der wenigen Künstler Bezug auf die geteilte Stadt: Im Gropius-Bau lässt er den Flying Man aus einem Fenster fliegen, die trennende Mauer quasi im Flug überqueren. Darüber hinaus bemalte er ein großes Teilstück der Mauer mit einem Walking Man, keine schlendernde, sondern eine rennende Figur.
Der Walking Man und der Running Man, beide neben dem Flying Man Stilmittel seines plastischen Werkes, repräsentieren nicht nur menschliche Bewegung, sondern auch den Gedanken der Flucht, den die Konfrontation mit persönlichen und politischen Ängsten auslösen kann. Die positive und optimistischere Variante ist der Flying Man, der rationale und gesellschaftliche Grenzen überwindet und so zur Verkörperung von Freiheit und Erhabenheit wird: „Escape is one way to counter suffering, and Borofsky shows various forms of it in his art… B. himself often achieves flight in the form of his Flying Figure. He is a full-bodied superman – unlike the Molecule Man – attaining a seemingly effortless escape from daily occurrences. In the air, he has a clearer, more enlightened perspective, which enhances his spiritual quest.“

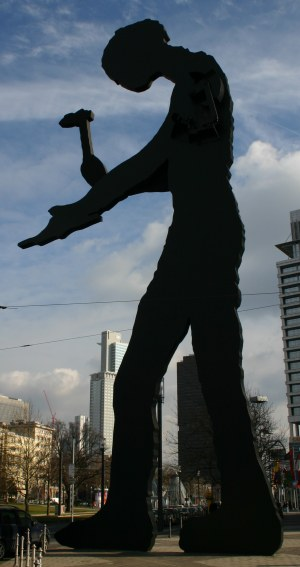
Hammering Man

Eine heldenhaftere Erscheinung ist der Hammering Man, der ein anderes Grundmotiv in Borofskys Œuvre repräsentiert. Arbeit (geistige und körperliche) steht, da sie die fundamentale Aktivität der Welt ausmacht, als Kontrast zu Spiritualität und Transzendentalität. Als Komponente seiner Installationen in Museen und Galerien hat sich der Hammering Man von einer Zeichnung heraus zu monumentalen Freiluftskulpturen entwickelt, die heute – wie der Hammering Man in Basel (1989) und in Frankfurt am Main 1991 – vor allem im Kontext von Zentren wirtschaftlicher Aktivität stehen. Der Hammering Man und das Counting sind für Borofsky als unterschiedliche Ausdrucksformen seit vielen Jahren ein Gegenstand intensiver Auseinandersetzung und verdeutlichen beispielhaft die Komplexität seiner künstlerischen Intentionen. Die riesenhafte Silhouette des Hammering Man, dessen Maßstab Borofsky in mehreren Realisationen immer wieder variierte, erscheint in seiner unablässigen Bewegung als Metapher menschlicher Arbeit schlechthin. Borofsky spricht von ihm als „dem Arbeiter in uns allen. Wir alle gebrauchen unseren Verstand und unsere Hände, um in der Welt zu leben und zu lernen – oder einfach um zu überleben.“
Als Symbol des unaufhaltsamen Fortlaufens der Zeit entspricht der Hammering Man den neuen Heartlight-Skulpturen, die eine digitale Aufnahme seines eigenen Herzschlages enthalten. In analoger Weise betreibt er sein computermäßiges Counting, das er seit Ende der sechziger Jahre beständig weiterführt. Durch das Aufschreiben der Zahlen macht er den Zeitverlauf greifbar. Als individuelle Handlung ist es nicht Symbol, sondern realer Ausdruck seiner Arbeit bzw. Arbeitszeit. Das Counting ist somit Borofskys abstrakte Biografie, in die alle bildnerischen Produkte, Zeichnungen, Gemälde, Skulpturen eingeschrieben sind, versehen mit einer Zahl, die ihnen ihren Platz in seinem persönlichen Zeitsystem zuweist. In diesem Sinne sind alle Arbeiten von Borofsky Selbstporträts. Borofsky ist der Hammering Man.
Bis in die späten 70er Jahre nahm Jonathan Borofsky in rascher Abfolge an Ausstellungen in USA und Europa teil, die Werke waren vor allem Wandgemälde und Zeichnungen, die vor Ort produziert wurden. Im August 1978 hatte er seine erste Ausstellung im Corps de Garde in Groningen, 1979 nahm er beispielsweise an der Whitney Biennale teil. Dort kombinierte er seine Traumbilder mit plastischen Elementen aus ebendiesen Bildern um eine große physische Präsenz der Erzählung zu schaffen. Seine Installationen zeichneten sich zunehmend durch eine große stilistische und mediale Vielfalt aus. Er kombinierte realistische Gemälde mit abstrakten Elementen, expressionistischen Zeichnungen, Fotos, Filmen und Figuren zu einer ganzheitlichen Zusammenschau der Elemente, die im Kern einem barocken Gesamtkunstwerk gleicht. Seine dreidimensionalen Installationen sind ebenso raumgreifend wie komplex: „By the use of elements such as string and wire extending from ceiling to floor, wall drawings that continue around corners or extend across doorways, and flyers littering the floor, B. activates all parts of a room making his installations totally encompassing experiences. Even aural and olfactory sensations may be offered to further envelop the viewer.“ Für Borofsky ist Stil „a manner of working“, keine Errungenschaft an sich. Er interessiert sich dabei für die visuelle Wirkung des Kunstwerks im Raum und innovative Möglichkeiten, den Betrachter miteinzubeziehen. Spiele auf der Ping-Pong-Platte sind ihm ebenso erlaubt worden wie die Mitnahme von Giveaways. Bei der Biennale in Venedig 1980 verteilte er Kopien seiner Zeichnungen zum Mitnehmen.
Jonathan Borofsky wäre kein „poet-politician“, würde er damit nicht versuchen, die ganze Welt einzufangen und zu beschreiben. Der universelle Geist, der schon in seinen Thought Books reflektiert wurde, ist allen seinen Ausstellungen immanent: „He views all mankind as one, collectively united by universal values and universal truths, which are revealed through his art. Thus B becomes the universal man – one representing all. This same principle underlies the character of his installations: disparate components – different materials forms, styles, and ideas – form one whole that transcends its individual parts.“ Seiner Zielsetzung nach, „die Leute mit einer allgemeinverständlichen Sprache – Wörtern und Bildern – zu erreichen“, dominieren heute international Aufsehen erregende Außenskulpturen und Installationen sein Werk, mit denen er seit den achtziger Jahren populär geworden ist. Von Kalifornien bis nach Korea reicht die geografische Bandbreite seines plastischen Werkes.

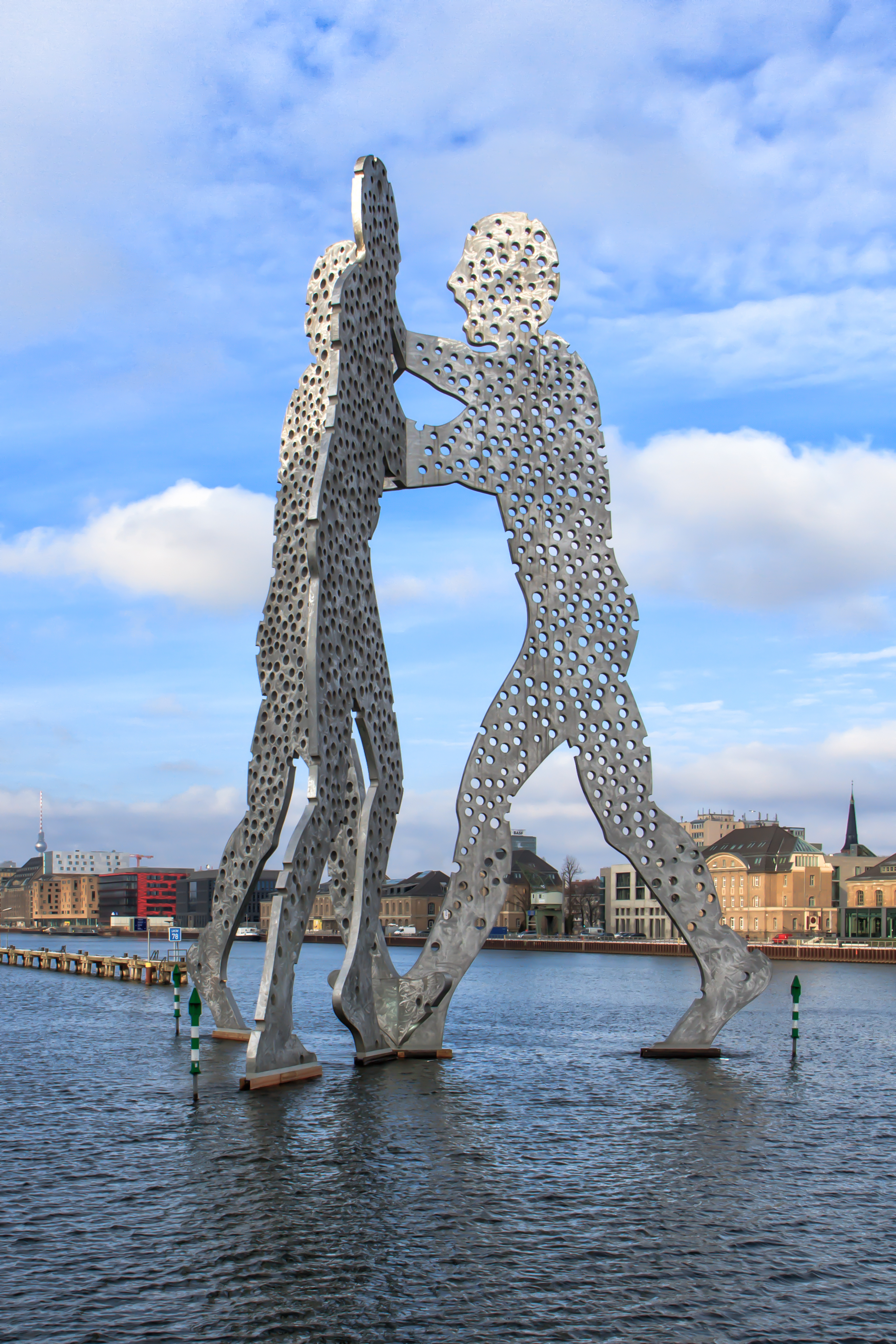
Molecule Man, 1999, Berlin, in der Spree bei Treptow

In Deutschland allein hat er neben dem Flying Man an der Universität Augsburg noch sieben andere Figuren installiert: Die documenta 7 in Kassel bereicherte er mit kleineren Hammering Men, die Figur Man walking to the sky, die anlässlich der DOCUMENTA IX ausgestellt wurde, hat nun ihren festen Platz am Kasseler Hauptbahnhof. Der riesenhafte Hammering Man aus Stahl wurde 1991 vor dem Messegelände in Frankfurt aufgebaut, der Molecule Man aus Aluminium 1999 inmitten der Spree in Berlin. Die 2000 in Offenburg eingeweihte Freiheitsfigur Freedom (Male/Female) erinnert geschichtsträchtig an die Offenburger Versammlung 1847, ein Walking Man schmückt seit 1995 das Geschäftsgebäude der Münchener Rück an der Leopoldstraße in München, sowie ein weiterer Walking Man seit 2005 einen öffentlichen Platz in Verden.

## Galerie

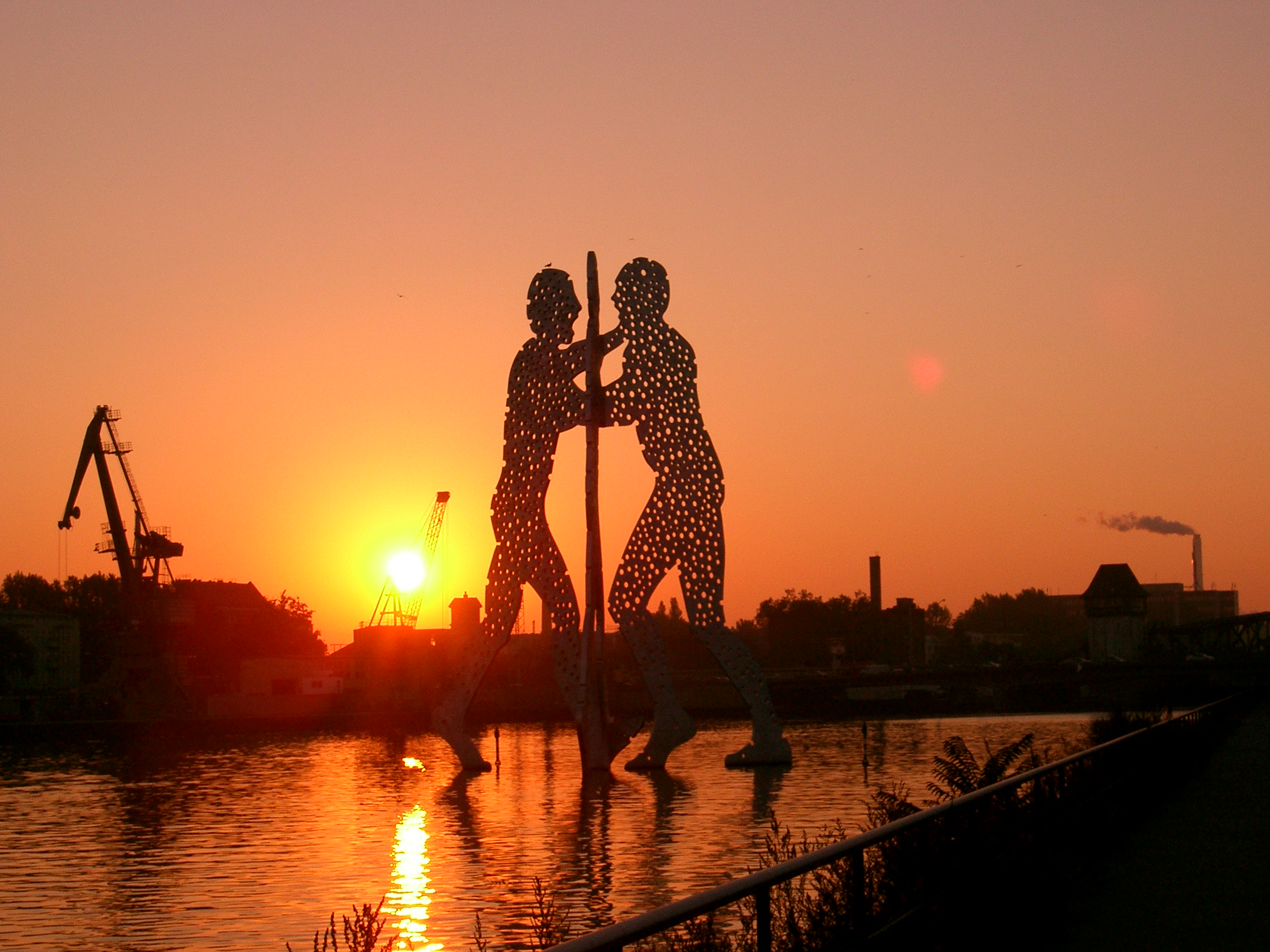
Molecule Man, Berlin
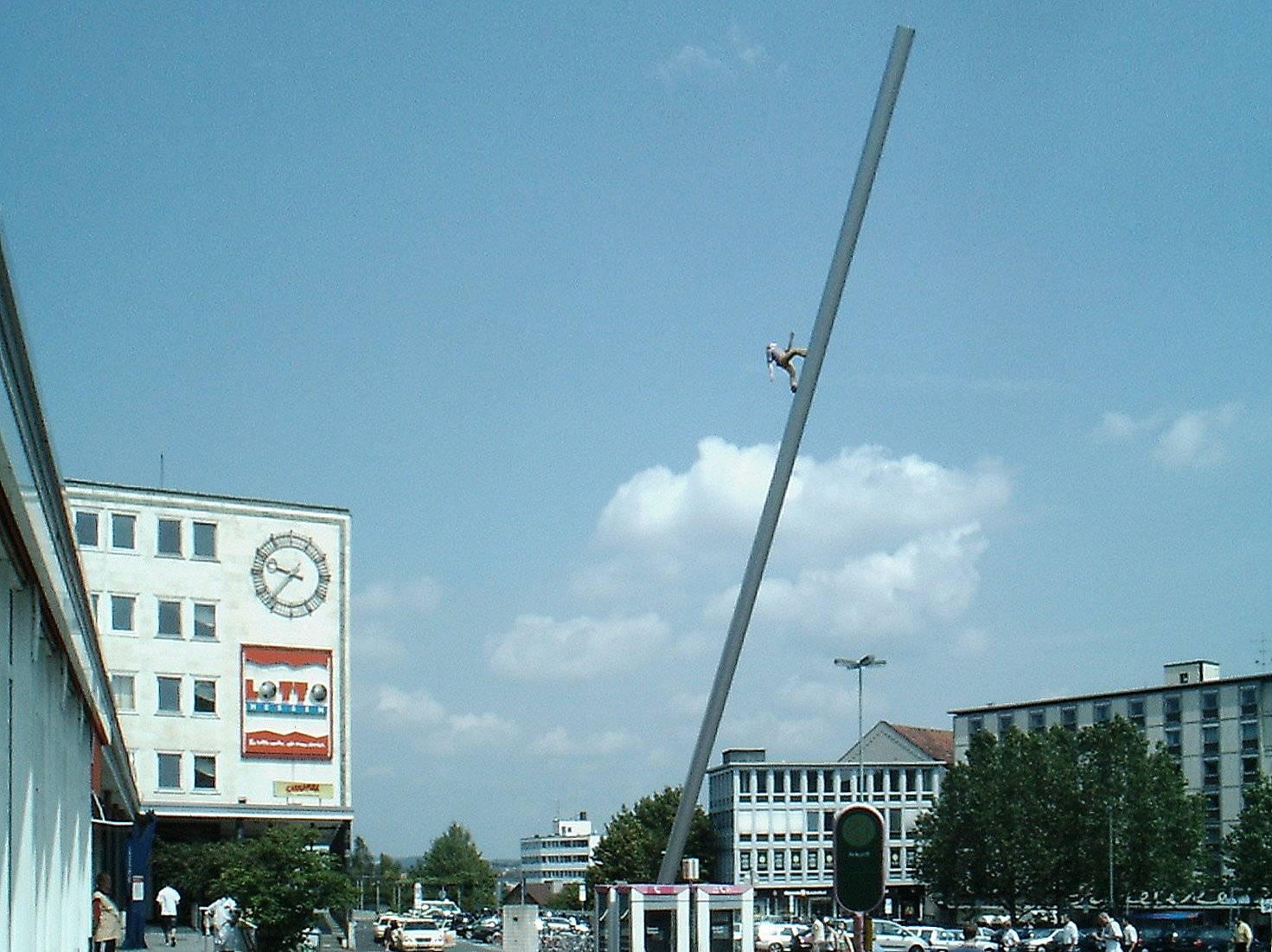
Man walking to the sky, Kassel
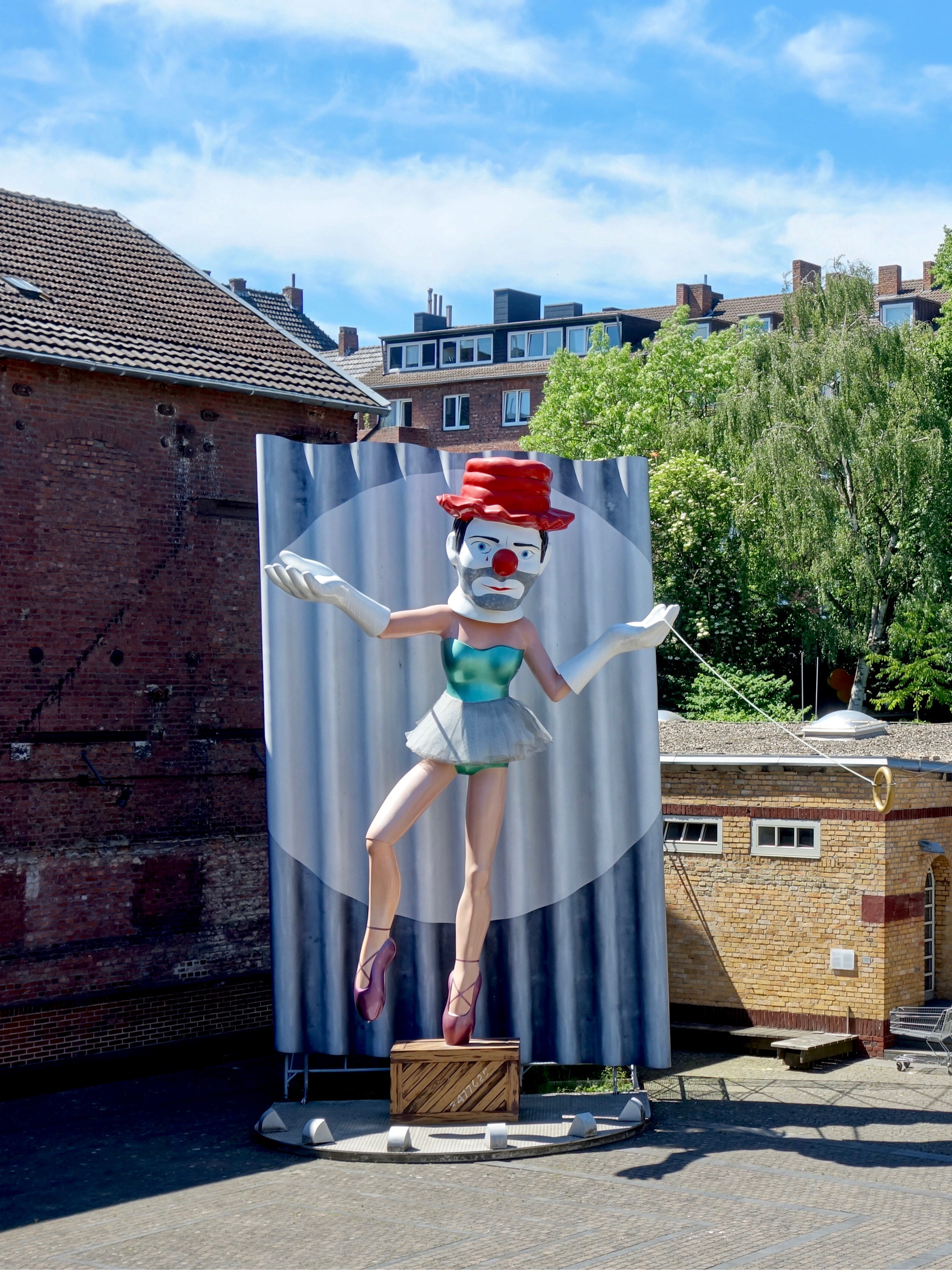
Ballerina Clown im Ludwig Forum für Internationale Kunst
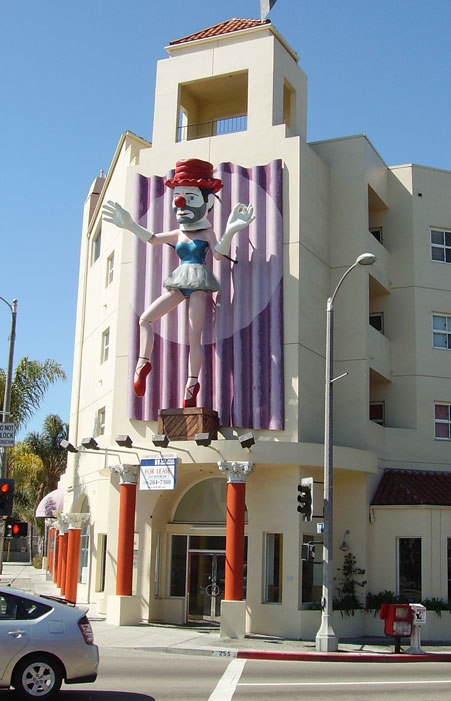
Ballerina Clown in Venice (Los Angeles)